# 瓦伊利亞卡揚區
瓦伊利亞卡揚區（西班牙語：Distrito de Huayllacayán），是秘魯的一個區，位於該國北部安卡什大區的博洛涅西省，始建於1857年1月2日，面積127.99平方公里，海拔高度3,256米，2005年人口1,357，人口密度為每平方公里11人。